# Campeonato Mundial de Esqui Estilo Livre de 1989
O Campeonato Mundial de Esqui Estilo Livre de 1989 foi a 2º edição do Campeonato Mundial de Esqui Estilo Livre, organizado pela Federação Internacional de Esqui (FIS). A competição foi disputada entre os dias 1 a  5 de março de 1989, em Bad Hindelang na  então Alemanha Ocidental.

## Resultados

### Masculino
| Evento      | Ouro                          | Prata                        | Bronze                    |
| Moguls      | Edgar Grospiron · França      | Jürg Biner · Suíça           | Eric Berthon · França     |
| Aerials     | Lloyd Langlois · Canadá       | Didier Meda · França         | Philippe Laroche · Canadá |
| Acro Skiing | Hermann Reitberger · Alemanha | Lane Spina · Estados Unidos  | Dave Walker · Canadá      |
| Combinado   | Chris Simboli · Canadá        | Scott Ogren · Estados Unidos | Marti Rafel · Espanha     |

### Feminino
| Evento      | Ouro                             | Prata                             | Bronze                           |
| Moguls      | Raphaelle Monod · França         | Donna Weinbrecht · Estados Unidos | Tatjana Mittermayer · Alemanha   |
| Aerials     | Catherine Lombard · França       | Sonja Reichart · Alemanha         | Melanie Palenik · Estados Unidos |
| Acro Skiing | Jan Bucher · Estados Unidos      | Conny Kissling · Suíça            | Lucie Barma · Canadá             |
| Combinado   | Melanie Palenik · Estados Unidos | Conny Kissling · Suíça            | Meredith Anne Gardner · Canadá   |

## Quadro de medalhas
| Ordem | País               | Medalha de ouro | Medalha de prata | Medalha de bronze |    |
| ----- | ------------------ | --------------- | ---------------- | ----------------- | -- |
| 1     | França             | 3               | 1                | 1                 | 5  |
| 2     | Estados Unidos     | 2               | 3                | 1                 | 6  |
| 3     | Canadá             | 2               | 0                | 4                 | 6  |
| 4     | Alemanha Ocidental | 1               | 1                | 1                 | 3  |
| 5     | Suíça              | 0               | 3                | 0                 | 3  |
| 6     | Espanha            | 0               | 0                | 1                 | 1  |
|       | TOTAL              | 8               | 8                | 8                 | 24 |